# Shi Junjie
Dans ce nom chinois, le nom de famille, Shi, précède le nom personnel.
Shi Junjie, née le 12 novembre 1980, est une judokate chinoise qui évolue en catégorie de poids mi-légers (moins de 52 kg).

## Biographie
Shi Junjie remporte le tournoi Grand Chelem de Paris en 2006 en battant en finale la Française Delphine Delasalle.
En 2007, elle est sacrée championne d'Asie à Koweït City. L'année suivante, elle remporte le titre mondial aux Championnats du monde de Rio de Janeiro, battant en finale la Portugaise Telma Monteiro.